# Anaprostocetus dehraensis
Anaprostocetus dehraensis är en stekelart som beskrevs av Graham 1987. Anaprostocetus dehraensis ingår i släktet Anaprostocetus och familjen finglanssteklar. Inga underarter finns listade i Catalogue of Life.